# Gabriele Albonetti
Gabriele Albonetti (Faenza, 4 settembre 1951) è un politico italiano.

## Biografia
Laureato in filosofia, dipendente della pubblica amministrazione, ha militato nel Partito Comunista Italiano, per poi aderire nel post-comunista Partito Democratico della Sinistra con la svolta della bolognina di Achille Occhetto e nei Democratici di Sinistra con la svolta di Massimo D'Alema.
Dopo aver rivestito per due mandati il ruolo di presidente della Provincia di Ravenna è stato eletto alla Camera dei deputati nel 2001, nel collegio maggioritario di Faenza, in rappresentanza della coalizione di centro-sinistra.
Confermato nella XV legislatura con L'Ulivo, dal 4 maggio 2006 è membro della 9ª Commissione Trasporti, poste e telecomunicazioni. È stato eletto Questore anziano della Camera dei deputati.
Ha presentato una proposta di legge per la valorizzazione e la promozione della sfoglia emiliano-romagnola e la relativa professione. Nella XVI legislatura viene rieletto tra le file del Partito Democratico e confermato nel ruolo di Questore della Camera dei Deputati.
Rifiuta la ricandidatura alle elezioni politiche del febbraio 2013, concludendo così il proprio mandato parlamentare.
È zio di Martino Albonetti, anche lui senatore durante la XV legislatura.